# Požár Litomyšle (1460)
První rozsáhlejší požár Litomyšle se uskutečnil v roce 1460. Jednalo se o první z mnoha požárů tohoto východočeského města. 
K požáru došlo dne 3. března 1460. Velmi rychle zachvátil celé město, které vyhořelo, stejně jako hrad (stojící na místě dnešního zámku). Po dlouhou dobu byly ve městě přítomné pozůstatky ohořelých a zničených domů. Těžce byl poničen také kostel Povýšení svatého kříže, kde se zřítila střecha a musela být vybudována dočasná dřevěná, než byla klenba opětovně obnovena. 
Po požáru byla Litomyšl znovu obnovena v duchu renesance, byl přestavěn hrad (v roce 1477) a vznikly i nové domy na hlavním náměstí.